# 山村良候
山村 良候（やまむら よしとき）は、戦国時代から安土桃山時代にかけての武将で木曾氏の重臣。後に徳川家康から木曾代官に任命された。

## 生涯
天文14年（1545年）、山村良利の子として生まれる。
弘治5年（1555年）木曾義康が甲斐国の武田信玄に降ると父・良利は信玄に重用された。
元亀3年（1572年）9月、武田氏の西上作戦に際し、木曾義昌は長峰峠を越えて飛騨へ入り、日和田口より三木自綱を攻めてこれを破った。
この時、良利・良候親子は檜田次郎左衛門を討ち取り、信玄から感状を貰い、美濃国恵那郡安弘見郷の3百貫、更に千旦林村と茄子川村を3百貫を与えられた。
武田家滅亡後、天正12年（1584年）3月、徳川家康と羽柴秀吉の間で小牧・長久手の戦いが起こると木曾義昌は秀吉に恭順した。
天正12年3月（1584年）の小牧・長久手の戦いにおいて、木曾義昌は当初、徳川家康に付いていたが、羽柴秀吉に寝返った。
同年9月、木曾義昌は妻籠城に良侯の嫡男の山村良勝を入れて300騎を付けて籠らせた。徳川方の菅沼定利、保科正直、諏訪頼忠らが清内路峠を越えて攻めて来た。徳川方は妻籠城の対岸の愛宕山を占拠して攻撃した。しかし良勝が大軍を破って勝利に導き、徳川方を撃退した。(妻籠城の戦い)
しかし、秀吉と家康の講和により､木曾義昌は家康の傘下に入れられ、天正18年（1590年）、家康の関東移封に伴い、嫡男の良勝と伴に下総の網戸(阿知戸)へ移った。
木曾義昌の没後は下総でその子の木曾義利に仕えたが、慶長5年(1600年)、木曾義利が不行状により改易されると良侯は剃髪して道祐と号し、木曽に戻って三留野村の田屋に住した。
木曾氏の領地は、太閤蔵入地となり尾張犬山城主の石川貞清(備前守光吉)が木曾代官を兼務していた。
石川貞清は、村ごとに下代官を命じて支配を行った。良侯も下代官の一人となった。
- 福島・王滝・岩郷　- 山村良候(道祐)
- 贄川番所 - 原権左衛門
- 奈良井・藪原・荻曽・贄川 - 原孫右衛門
- 上松・須原・長野・殿 - 古畑十兵衛
- 宮越・原野・上田・菅・黒川・末川・黒沢 - 原図書助
- 三留野より下村 - 神辺休安

嫡男の良勝は、木曾義利が不行状により改易された後は浪人となって、下総の佐倉で暮らしていた。
慶長5年（1600年）の関ヶ原の戦いに先立って、家康は元・木曾氏の重臣であった嫡男の良勝・千村良重・馬場昌次を召し出して、木曾氏の旧領を与えることを示したうえで木曽谷を西軍の石川貞清(備前守光吉)から奪還するように命じた。
東軍に属し、徳川秀忠の中山道進軍に先立って進軍するうちに塩尻にて松本城主石川康長の許にあった次男の山村一成(八郎左衛門)が加わり、甲斐の浅野長政の許にいた三男の山村三得(清兵衛)が、嫡男の良勝のもとに馳せつけた。
嫡男の良勝と千村良重が贄川の砦を攻めようとした時に、石川貞清の家臣となって砦の中に居た千村次郎右衛門・原図書助・三尾将監長次が内応したので、難なく砦を突破して木曽谷に入り旧領地を奪還した。
なお、この山村、千村など木曾衆による旧領木曽谷の奪還のおり、木曽にいた良候(道祐)はどうなっていたかというと家康方に通ずることを恐れた石川貞清(備前守光吉)によって犬山城に招かれそのまま留置されていたが、木曾衆が立つという報を聞き、犬山城を脱出し錦織の村井孫右衛門らに守られ中津川に来て、木曽から攻めてきた嫡男の良勝と落合十曲峠で出会い親子対面したという。
家康は、関ヶ原の戦いで勝利した2週間後の10月2日に、良侯(道祐)を木曾代官に任命した。
そして木曾衆の山村氏、千村氏、三尾氏、原氏に対して、木曾氏の旧領地の木曽谷1万石を与えようとしたが、良候は、木曽には中山道が通り、良質な木材が採れる土地であるから、私共が領すべきではないと上申した。
良候の廉直な志に感動した家康は、木曾衆に6,200石を加増した上で、木曽谷の代わりとして美濃国内に知行地を与えた。そのため木曾衆の知行地の合計は、16,200石8斗3升となった。
良侯は1,300石、嫡男の良勝(甚兵衛)は4,600石、次男の三得(清兵衛)は700石、三男の一成(八郎左衛門)は500石を得た。
慶長7年(1602年)11月20日、死去。享年59。

## 子孫
嫡男の良勝(甚兵衛)は江戸幕府の旗本となった後に尾張藩の重臣となり、子孫は代々木曽代官と、福島関所の関守を任された。
次男の三得(清兵衛)と三男の一成(八郎左衛門)は、美濃可児郡の久々利村に屋敷を与えられ、久々利九人衆の一員となり尾張藩に仕えた。
四男は、盲人であったため、京都へ出て鍼灸を学び、その術をもって検校に叙せられ、山室検校と称した。明暦元年(1655年)7月18日に京都で没したが、子孫は木曾に戻り山村甚兵衛家に仕え、山村喜右衛門と称した。
三人の娘は、千村良重、千村重照、千村重次に、それぞれ嫁いだ。